# Benon Benedykt Tykiel
Benon Benedykt Tykiel (Tykel) herbu Cholewiec (ur. ok. 1793 roku w Warszawie) – referendarz przy Radzie Stanu, gubernator cywilny augustowski.
Otrzymał prawo nowego szlachectwa w Królestwie Kongresowym w 1837 roku. 